# Вервеке, Тьерри Ван
Тьерри Ван Вервеке — один из самых известных актёров Люксембурга. (23 октября 1958 Женева — 12 января 2009 Люксембург).

## Творчество
Первым актёрским опытом был короткометражный фильм Энди Бауша Штефан (1982). С этого фильма Бауш приглашает Вервеке играть, в основном, на главные роли в свои игровые фильмы. Вскоре его замечают другие режиссёры: Вервеке играет в фильме Пола Кифера (Schacko Klak), Марка Олингера (De falschen Hond), Пола Крухтена (Hochzäitsnuecht). В фильме Abracadabra Гарри Клевена Вервеке впервые играл на французском языке. Роль бандита Хэнка в фильме Томаса Яна «Достучаться до небес» принесла Вервеке известность за пределами Люксембурга.
В начале 2008 года Вервеке была пересажена печень, в это же время ему был поставлен диагноз — рак желудка, в результате которого  в ночь на 12 января 2009 года актёр скончался.